# Maks Koželj
Maks (Maksimilijan) Koželj, slovenski slikar, * 30. marec 1883, Kamnik, † 1. avgust 1956, Kamnik.

## Življenjepis
Maks Koželj, drugi sin slikarja Matije Koželja in Marije Hudobilnik, se je že kot otrok v očetovi delavnici navdušil za slikarstvo. V Kamniku je dokončal ljudsko šolo ter 1896 vstopil kot hospitant v umetno-obrtno šolo v Ljubljani. Pod vodstvom profesorja F. Vesela se je pripravljal za vstop na dunajsko umetnostno akademijo, kjer je 1900 napravil sprejemni izpit in vstopil v šolo prof. Chr. Griepenkerla in Deluga. Študij  na dunajski akademiji je moral v 5. semestru zaradi bolezni prekiniti. Vrnil se je v Kamnik in pomagal je očetu pri izvrševanju cerkvenih naročil in se naučil slikati al fresco. Leta 1905 je odšel na izpopolnjevanje v Prago in München. Po končanem izpopolnjevanju se je stalno naselil v Kamniku.

## Delo
Koželj se je kot slikar posvetil predvsem krajinarstvu, zlasti motivom iz Kamnika in Kamniško-Savinjskih Alp. V zadnjih letih slikarskega delovanja je dognal novo tehniko akvarelnega slikarstva, to je slikanje z gumijasto lopatico.
Leta 1909 je razstavljalv v Jakopičevem paviljonu, kasneje pa še  na lovskih razstavah v Zagrebu in v Ljubljani (v letih: 1921, 1922, 1924 in 1926). Njegova dela, večinoma panorame iz Kamniških planin, so bile v lasti tudi kralja Aleksandra Karađorđevića, ter v zasebni lasti v Kamniku, Moravčah, Ljubljani, na Vrhniki, v Mariboru, Celju, Žalni, Zagrebu, Gradcu in Budějovicah.

## Druge dejavnosti
Koželj je bil dolgoletni organizator kamniškega planinskega društva in gorske reševalne službe. Trasiral je  pešpot iz Stahovice do doma v Kamniški Bistrici. 

## Priznanja
Planinska zveza Slovenije ga je odlikovala s srebrno značko. Enako priznanje je dobil tudi od Turističnega društva Slovenije.